# Mamusta
Mamusta è un comune dell'Azerbaigian situato nel distretto di Lənkəran.